# Кацаневас, Теодор
Теодор Кацаневас, (греч. Θεόδωρος Κατσανέβας; 13 марта 1947, Афины, Греция — 8 мая 2021) — греческий политик, профессор Пирейского университета и основатель евроскептической политической партии «Греческое демократическое движение драхмы пяти звёзд», выступающей за отказ Греции от евро и возврат к национальной валюте — драхме.
Он был депутатом парламента Греции в 1989—2004 годах от партии Всегреческое социалистическое движение. Он является преподавателем экономики труда в Университете Пирея и автором книги «Профсоюзы в Греции» (1984).

## Отношения с Андреасом Папандреу

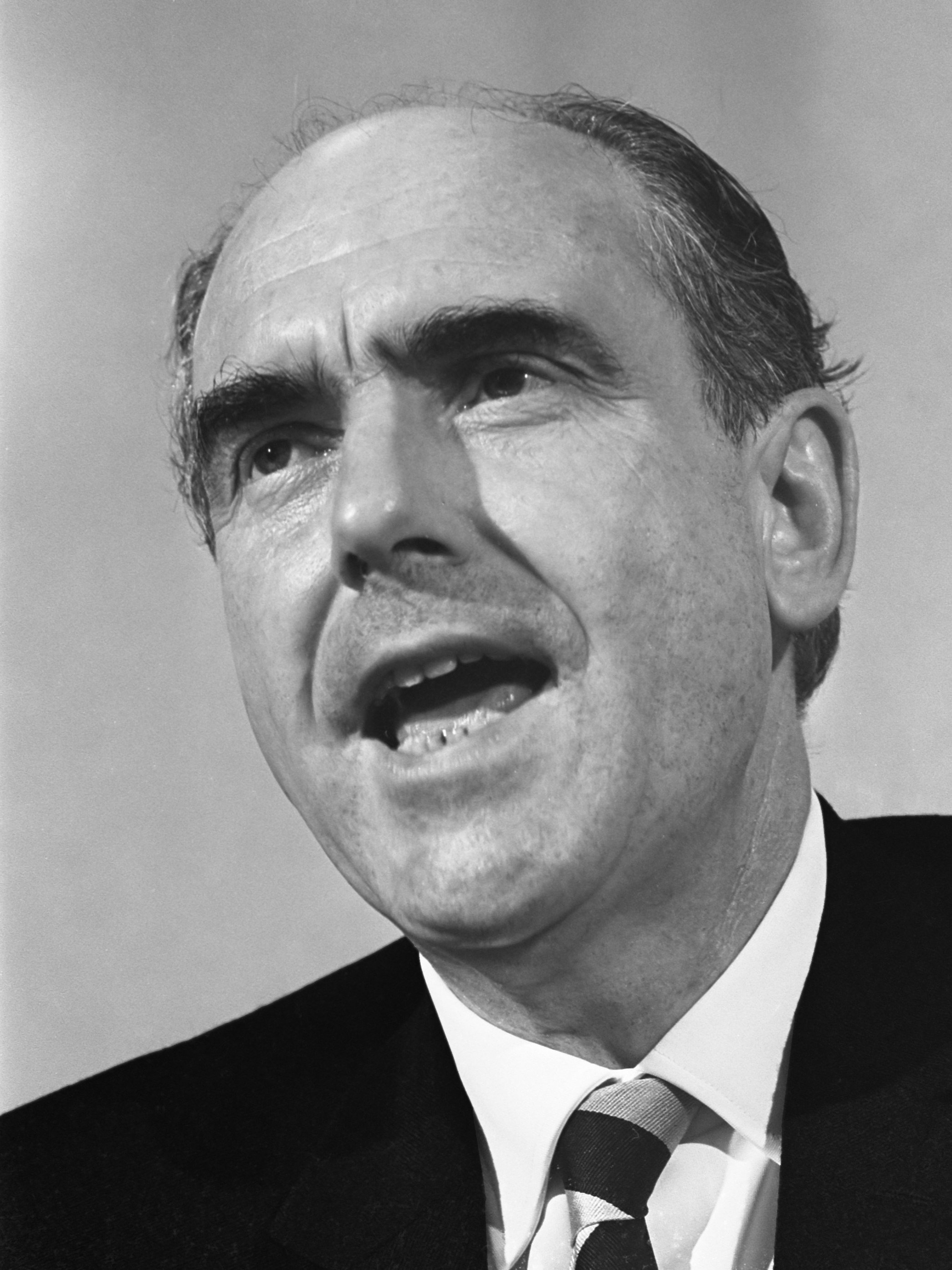
Андреас Папандреу, бывший тесть Кацаневаса

Кацаневас был женат на Софии, дочери премьер-министра Греции Андреаса Папандреу, с которой он развёлся в 2000 году. В завещании, оглашённом 13 сентября 1996 года, Папандреу назвал его «позором семьи» (греч. όνειδος της οικογένειας). Кацаневас оспаривал подлинность завещания и в 2003 году выиграл судебный процесс против Спироса Каразефриса, издателя газеты, печатавшей в 1998 году его портреты с подписью «позор». Однако подлинность завещания Папандреу в этом процессе не рассматривалась.
После описания этих подробностей его биографии в греческой Википедии Кацаневас подал в суд на участника и администратора греческой Википедии Diu и греческое общество бесплатного и открытого ПО (ошибочно полагая, что оно имеет отношение к Википедии). Суд обязал администратора Diu убрать эту информацию, однако позже она была возвращена в статью другим участником, а администратор был заблокирован за ведение войны правок. В результате судебного процесса возник эффект Стрейзанд и статья о Кацаневасе с подтверждением этой детали его биографии появилась во многих других языковых разделах Википедии.